# Viktor von Luck
Leopold Karl Theodor Viktor von Luck und Salisch (* 21. August 1842 in Kreicke, Kreis Breslau; † 6. März 1928) war ein deutscher Gutsbesitzer und Politiker.

## Leben
Luck war ein Sohn von Theodor von Luck (1811–1855), Herr auf Kreicke in Schlesien, und dessen Frau Eugenie geb. von Gellhorn (1821–1854). Er besuchte die Ritterakademie (Liegnitz) und das Gymnasium in Görlitz. An der Rheinischen Friedrich-Wilhelms-Universität begann er Rechtswissenschaft und Landwirtschaft zu studieren. 1865 wurde er im Corps Borussia Bonn recipiert. Als Inaktiver wechselte er an die Friedrichs-Universität Halle. Er war Rittergutsbesitzer auf Ottwitz, Kreis Strehlen. Von 1894 bis 1918 war er Mitglied des Preußischen Abgeordnetenhauses für den Wahlkreis Regierungsbezirk Breslau 10 (Landkreis Nimptsch – Landkreis Strehlen). Er gehörte der konservativen Partei an.

## Familie
Er heiratete in Ottwitz am 20. Juni 1867 Olga von Leutsch (* 13. März 1845). Das Paar hatte folgende Kinder:
- Elise Eugenie Marie (* 5. Mai 1873)
- Gertrud Marie Pauline (* 22. Juli 1874)
- Dora Klara Olga (* 23. August 1778; † 16. Juni 1959) ⚭ 1899 Günther von Gellhorn (* 9. Januar 1875; † 26. September 1955) Major a. D.[3]